# Ford Mustang
Ford Mustang je pony car automobil marke Ford i proizvodi se od 1964. godine, Mustang je bio Fordov najprodavaniji novi model još od Modela A. Mustang je jedan od najstarijih Fordovih modela koji je još uvijek u proizvodnji, trenutno je u petoj generaciji. Mustang je stvorio "pony car" klasu automobila, pa su uskoro došli konkurenti poput Camara, AMC Javelin-a i Chryslerovog Barracude.

## Prva generacija
Prva generacija se proizvodila 9 godina i u tome razdoblju se konstantno nadograđivala, prvi u odnosu na zadnji model prve generacije je 510 kilograma lakši i 20 centimetara kraći. Mustang je sagrađen na tadašnjem Falconu i spadao je u kompaktnu klasu, kako su noviji modeli bili veći i snažniji 1971. godine Mustang je ušao u klasu muscle automobila. Mustang se proizvodio kao fastback, kabriolet i kao hardtop.

### 1964. – 1966.
Osnovni modeli su imali redni-6 motor obujma 2,8 litara (105 KS) uparen s ručnim mjenjačem s 3 stupnja prijenosa. 4,3 L V8 motor snage 164 KS je 1965. zamijenjen 4.7 litrenim V8 snage 200 KS. Sljedeći motori su također ugrađivani: 3,3 litreni redni-6 motor snage 120 KS i 4.7 L V8 snage 210, 225 i 275 KS. Dostupni mjenjači su bili ručni s 3 odnosno 4 stupnja prijenosa i automatski s 3 stupnja prijenosa.
- Hardtop
- Fastback
- Convertible

Specifikacije
| Motor    | Snaga (KS @ o/min) | Okr. Moment (Nm @ o/min) | Proizvodnja   |
| -------- | ------------------ | ------------------------ | ------------- |
| 2,8 L R6 | 105@4400           | 212@2400                 | 1964.         |
| 3,3 L R6 | 120@4400           | 258@2400                 | 1965. – 1966. |
| 4,3 L V8 | 164@4400           | 350@2200                 | 1964.         |
| 4,7 L V8 | 200@4400           | 382@2400                 | 1965. – 1966. |
| 4,7 L V8 | 210@4400           | 407@2800                 | 1964.         |
| 4,7 L V8 | 225@4800           | 414@3200                 | 1965. – 1966. |
| 4,7 L V8 | 275@6000           | 423@3400                 | 1964. – 1966. |

Dimenzije (u mm) i težina (u kg)
| Duljina | Širina | Visina | Međuosovinski razmak | Težina               |
| ------- | ------ | ------ | -------------------- | -------------------- |
| 4610    | 1730   | 1300   | 2700                 | 1110 (osnovni model) |

### 1967. – 1968.
1967. Mustang je doživio prvi redizajn, automobil je narastao, dodane su nove opcije i novi motori, mjenjači su ostali isti. Ovaj Mustang u fastback karoserijskoj izvedbi je vozio Steve McQueen u filmu Bullit 1968. godine.
- Hardtop
- Fastback
- Convertible

Specifikacije
| Motor    | Snaga (KS @ o/min) | Okr. Moment (Nm @ o/min) | Proizvodnja |
| -------- | ------------------ | ------------------------ | ----------- |
| 3,3 L R6 | 115@4400           | 258@2400                 | 1968.       |
| 3,3 L R6 | 120@4400           | 258@2400                 | 1967.       |
| 4,7 L V8 | 195@4600           | 390@2600                 | 1968.       |
| 4,7 L V8 | 200@4400           | 382@2400                 | 1967.       |
| 4,9 L V8 | 210@4600           | 407@2600                 | 1968.       |
| 4,7 L V8 | 225@4800           | 414@3200                 | 1967.       |
| 4,9 L V8 | 230@4800           | 420@2800                 | 1968.       |
| 6,4 L V8 | 280@4400           | ?                        | 1968.       |
| 6,4 L V8 | 320@4800           | 579@3200                 | 1967.       |
| 7,0 L V8 | 335@5200           | 579@3400                 | 1968.       |
| 7,0 L V8 | 390@5600           | 624@3200                 | 1968.       |

Dimenzije (u mm) i težina (u kg)
| Duljina | Širina | Visina | Međuosovinski razmak | Težina               |
| ------- | ------ | ------ | -------------------- | -------------------- |
| 4660    | 1800   | 1310   | 2700                 | 1250 (osnovni model) |

### 1969. – 1970.
1969. Mustang je opet narastao, duži je za 100 milimetara, međuosovinski razmak je ostao isti. Ovaj model je imao mnoge poznate inačice poput Boss-a 302, Mach-a 1, Shelby-ja.
- Hardtop
- Fastback
- Convertible

Specifikacije
| Motor    | Snaga (KS @ o/min) | Okr. Moment (Nm @ o/min) | Proizvodnja   |
| -------- | ------------------ | ------------------------ | ------------- |
| 3,3 L R6 | 120@4400           | 258@2900                 | 1970.         |
| 4,1 L R6 | 155@4000           | 325@2600                 | 1969. – 1970. |
| 4,9 L V8 | 210@4600           | 407@2600                 | 1969. – 1970. |
| 5,8 L V8 | 250@5600           | 481@2600                 | 1969. – 1970. |
| 5,8 L V8 | 290@5800           | 522@3600                 | 1969.         |
| 4,9 L V8 | 290@5800           | 393@2600                 | 1969. – 1970. |
| 6,4 L V8 | 320@4800           | 579@3200                 | 1969.         |
| 5,8 L V8 | 300@5400           | 522@3400                 | 1970.         |
| 7,0 L V8 | 335@5200           | 597@3400                 | 1969. – 1970. |
| 7,0 L V8 | 375@5200           | 610@3400                 | 1969. – 1970. |

Dimenzije (u mm) i težina (u kg)
| Duljina | Širina | Visina | Međuosovinski razmak | Težina               |
| ------- | ------ | ------ | -------------------- | -------------------- |
| 4760    | 1820   | 1280   | 2700                 | 1416 (osnovni model) |

### 1971. – 1973.
Sa svakom nadogradnjom Mustang je postao sve veći i teži pa je tako ovaj model težak 1610 kg i duži od 4,8 metara. 1971. – 1973. Mustang Mach 1 je najpoznatiji zbog pojave u filmovima Dijamanti su viječni i Nestali u 60 sekundi.
- Hardtop
- Fastback
- Convertible

Specifikacije
| Obujam, tip, ime         | Snaga (KS @ o/min) | Okr. Moment (Nm @ o/min) | Proizvodnja |
| ------------------------ | ------------------ | ------------------------ | ----------- |
| 4,1 L R6 Thriftpower     | 95@3400            | 267@1600                 | 1972.       |
| 4,1 L R6 Thriftpower     | 98@3400            | 267@1600                 | 1973.       |
| 4,1 L R6 Thriftpower     | 145@4000           | 315@2600                 | 1971.       |
| 4,9 L V8 Windsor         | 136@4000           | 324@2000                 | 1972.       |
| 4,9 L V8 Windsor         | 140@4000           | 324@2000                 | 1973.       |
| 4,9 L V8 Windsor         | 210@4600           | 401@2600                 | 1971.       |
| 5,8 L V8 Cleveland       | 168@4000           | 521@2000                 | 1972.       |
| 5,8 L V8 Cleveland       | 177@4000           | 385@2000                 | 1973.       |
| 5,8 L V8 Cleveland       | 240@4600           | 475@2600                 | 1971.       |
| 5,8 L V8 Cobra Jet       | 248@5400           | 408@3600                 | 1972.       |
| 5,8 L V8 Cobra Jet       | 266@5400           | 408@3600                 | 1973.       |
| 5,8 L V8 HO              | 266@5400           | 388@3800                 | 1973.       |
| 5,8 L V8 HO              | 275@5400           | 388@3800                 | 1972.       |
| 5,8 L V8 Cobra Jet       | 280@5400           | 515@3400                 | 1971.       |
| 5,8 L V8 Cleveland       | 285@5400           | 502@3400                 | 1971.       |
| 5,8 L V8 Boss            | 330@5400           | ?                        | 1971.       |
| 7,0 L V8 Cobra Jet       | 370@5400           | 610@3400                 | 1971.       |
| 7,0 L V8 Super Cobra Jet | 375@5600           | 610@3400                 | 1971.       |

Dimenzije (u mm) i težina (u kg)
| Duljina | Širina | Visina | Međuosovinski razmak | Težina |
| ------- | ------ | ------ | -------------------- | ------ |
| 4810    | 1880   | 1270   | 2800                 | 1610   |

### Proizvodnja
1964. Mustang je započeo proizvodnju s 22.000 narudžbi prvog dana. U prve dvije godine proizvodnje tri Fordove tvornice u Kaliforniji, Michiganu i New Jersey-ju su proizvele skoro 1,5 milijuna vozila

## Druga generacija
Kako je stanje u svijetu 1973. godine bilo pogođeno krizom energenata Ford je bio već spreman napraviti potpuno novi Mustang. Novi mustang je manji i preko 200 kg lakši jer je tadašnje tržište to zahtijevalo. Premda je manji, novi Mustang je bio pažljivo sastavljen te je prodan u prvoj godini proizvodnje u 386000 jedinica. Do kraja proizvodnje 1978. godine prodano ih je preko milijun. Ovaj Mustang se proizvodio kao kupe i kao hatchback.
- Kupe
- Hatchback

Specifikacije

1974. 2,3 L I4 88 KS

1975. 2,3 L I4 83 KS

1976. 2,3 L I4 92 KS

1977. 2,3 L I4 89 KS

1974. 2,8 L V6 105 KS

1975. 2,8 L V6 97 KS

1976. 2,8 L V6 102 KS

1977. 2,8 L V6 93 KS

1975. 4,9 L V8 123 KS

1975. 5,0 L V8 141 KS

## Treća generacija
Treća generacija se proizvodila 14 godina na Fordovoj Fox platformi koju su koristili mnogi Ford modeli poput Ford Fairmonta i Mercury Zephyra. 1987. godine je urađen facelift koji je prilično promijeno izgled automobila. Ovaj Mustang se proizvodio kao kupe, kabriolet i hatchback s troja vrata. Mjenjači korišteni u ovom Mustangu su automatski s 3 odnosno 4 brzine i ručni s 4 odnosno 5 brzina.
- Kupe
- Hatchback
- Convertible

Specifikacije

2,3 L R4 88 KS

2,8 L V6 109 KS

4,9 L V8 140 KS

3,3 L R6 85 KS

2,3 L R4 Turbo 132 KS

4,2 L V8 120 KS

4,9 L V8 157 KS

3,8 L V6 95 KS

2,3 L R4 Turbo 145 KS

4,9 L V8 175 KS

4,9 L V8 165 KS

2,3 L R4 Turbo 175 KS

2,3 L R4 Turbo 235 KS (Mustang SVT Cobra)

4,9 L V8 200 KS

4,9 L V8 200 KS

## Četvrta generacija
Nova generacija kodnog imena SN-95 je sagrađena na nadograđenoj Fox platformi u koju je Ford uložio 700 milijuna američkih dolara. Glavni cilj je bio upravljivost i udobnost automobila.Osnovni model je pokretao 3,8 litreni V6 uparen s ručnim mjenjačem s 5 stupnjeva prijenosa, kao opcija je bio automatik s 4 brzine. Snaga motora je 145 KS a 1996. je nadograđen na 150 KS i dodan je novi opcijski automatski mjenjač s 4 brzine. Svi Mustanzi su imali disk kočnice na svim kotačima i zračne jastuke dok je ABS bio opcija.

Mustang GT je imao jači motor i poboljšan ovjes. Motor je bio 5,0 L s 215 KS. 1996. godine GT je dobio novi 4,6 litreni V8 s 215 KS, 1998. godine motor je nadograđen i razvijao je 225 KS.

1999. godine urađen je facelift, 3,8 L V6 sa 190 KS je postao osnovni model. Pred kraj proizvodnje taj motor je zamijenjen s 3,9 litrenim V8.
Faceliftani GT je pokretao isti 4,8 L V8 s 260 KS.
- Kupe
- Convertible

Specifikacije
| Godina | Osnovni model                       | GT                                            | Cobra                               | Specijalna Edicija |
| ------ | ----------------------------------- | --------------------------------------------- | ----------------------------------- | ------------------ |
| 1994.  | 145 KS @ 4000 rpm 291 Nm @ 2500 rpm | 215 KS @ 4200 rpm 386 Nm @ 3500 rpm           | 240 KS                              |                    |
| 1995.  | 145 KS @ 4000 rpm 291 Nm @ 2500 rpm | 215 KS @ 4200 rpm 386 Nm @ 3500 rpm           | 240 KS                              | 300 KS (Cobra R)   |
| 1996.  | 150 KS @ 4000 rpm 291 Nm @ 2500 rpm | 215 KS @ 4400 rpm 386 Nm @ 3500 rpm           | 305 KS @ 5800 rpm 406 Nm @ 4800 rpm |                    |
| 1997.  | 150 KS @ 4000 rpm 291 Nm @ 2500 rpm | 215 KS @ 4400 rpm 386 Nm @ 3500 rpm           | 305 KS @ 5800 rpm 406 Nm @ 4800 rpm |                    |
| 1998.  | 150 KS @ 4000 rpm 291 Nm @ 2500 rpm | 225 KS @ 4750 rpm 393 Nm @ 3500 rpm           | 305 KS @ 5800 rpm 406 Nm @ 4800 rpm |                    |
| 1999.  | 190 KS @ 5250 rpm 298 Nm @ 2750 rpm | 260 KS @ 5250 rpm 409 Nm of torque @ 4000 rpm | 320 KS @ 6000 rpm 429 Nm @ 4750 rpm |                    |
| 2000.  | 190 KS @ 5250 rpm 298 Nm @ 2750 rpm | 260 KS @ 5250 rpm 409 Nm @ 4000 rpm           |                                     | 385 KS (Cobra R)   |
| 2001.  | 193 KS @ 5500 rpm 305 Nm @ 2800 rpm | 260 KS @ 5250 rpm 409 Nm @ 4000 rpm           | 32 KS @ 6000 rpm 429 Nm @ 4750 rpm  | 265 KS (Bullitt)   |
| 2002.  | 193 KS @ 5500 rpm 305 Nm @ 2800 rpm | 260 KS @ 5250 rpm 409 Nm @ 4000 rpm           |                                     |                    |
| 2003.  | 193 KS @ 5500 rpm 305 Nm @ 2800 rpm | 260 KS @ 5250 rpm 409 Nm @ 4000 rpm           | 390 KS 529 Nm                       | 305 KS (Mach I)    |
| 2004.  | 193 KS @ 5500 rpm 305 Nm @ 2800 rpm | 260 KS @ 5250 rpm 409 Nm @ 4000 rpm           | 390 KS 529 Nm                       | 305 KS (Mach I)    |

## Peta generacija
Peta generacija se proizvodi od 2005. godine, facelift je urađen 2010. godine. Kao i kod prijašnjih generacija tako je i na ovom modelu napravljeno mnogo nadogradnja. Proizvodi se u AutoAlliance International tvornici u Michiganu. Ovaj Mustang je sagrađen na Ford D2C platformi koju ne dijeli s ostalim automobilima. Ova generacija ima nekoliko varijanti: Mustang GT/California Special, Shelby Mustang, Bullitt Mustang, Boss 302 Mustang.

### 2005. – 2009.
Osnovni model je opremljen V6 motorom obujma 4 litre, GT je imao V8 4,6 L s 300 KS koji je nadograđen 2010. na 315 KS. Mjenjači su 5/6 ručni i 5 stupnjeva automatski.

### 2010.-danas
2010. je urađen facelift a od 2011. pod haubom osnovnog Mustanga je novi 3,7 litreni V6 snage 305 KS. GT također dobiva novi motor, V8 5,0 L 412 KS.
- Convertible
- Kupe
- 2010. Kupe
- 2010. Convertible

Specifikacije

| Godina | Osnovni model                          | GT                                     | Shelby GT500                           | Bullitt                                | BOSS 302                               |
| ------ | -------------------------------------- | -------------------------------------- | -------------------------------------- | -------------------------------------- | -------------------------------------- |
| 2005.  | V6 210 KS @ 5300 rpm 325 Nm @ 3500 rpm | V8 300 KS @ 5750 rpm 433 Nm @ 4500 rpm |                                        |                                        |                                        |
| 2006.  | V6 210 KS @ 5300 rpm 325 Nm @ 3500 rpm | V8 300 KS @ 5750 rpm 433 Nm @ 4500 rpm |                                        |                                        |                                        |
| 2007.  | V6 210 KS @ 5300 rpm 325 Nm @ 3500 rpm | V8 300 KS @ 5750 rpm 433 Nm @ 4500 rpm | V8 500 KS @ 6000 rpm 650Nm @ 4500 rpm  |                                        |                                        |
| 2008.  | V6 210 KS @ 5300 rpm 325 Nm @ 3500 rpm | V8 300 KS @ 5750 rpm 433 Nm @ 4500 rpm | V8 500 KS @ 6000 rpm 650Nm @ 4500 rpm  | V8 319 KS @ 6000 rpm 440 Nm @ 4250 rpm |                                        |
| 2009.  | V6 210 KS @ 5300 rpm 325 Nm @ 3500 rpm | V8 300 KS @ 5750 rpm 433 Nm @ 4500 rpm | V8 500 KS @ 6000 rpm 650Nm @ 4500 rpm  | V8 319 KS @ 6000 rpm 440 Nm @ 4250 rpm |                                        |
| 2010.  | V6 210 KS @ 5300 rpm 325 Nm @ 3500 rpm | V8 315 KS @ 6000 rpm 440 Nm @ 4250 rpm | V8 540 KS @ 6000 rpm 691 Nm @ 4800 rpm |                                        |                                        |
| 2011.  | V6 305 KS @ 6500 rpm 380 Nm @ 4250 rpm | V8 412 KS @ 6500 rpm 528 Nm @ 4250 rpm | V8 550 KS @ 6200 rpm 691 Nm @ 4250 rpm |                                        |                                        |
| 2012.  | V6 305 KS @ 6500 rpm 380 Nm @ 4250 rpm | V8 420 KS @ ? rpm 528 Nm @ ? rpm       | V8 650 KS @ ? rpm 813 Nm @ ? rpm       |                                        | V8 444 KS @ 7500 rpm 515 Nm @ 4250 rpm |